# 白羊座SX型变星
白羊座SX型变星是变星的一种类型。这种类型的变星和猎犬座α²型变星类似，但表面温度较高。它们拥有很强的磁场以及氦I、硅III的谱线。
白羊座SX型变星发生光变的原因是由于恒星高速自转引起磁场的改变。光度的变化只有约0.1个星等变化，变光周期在一天以内。位于白羊座的恒星白羊座SX是这种类型变星的代表星。